# روبين ماولون
روبين ماولون (بالفرنسية: Robin Maulun) (23 نوفمبر 1996 في فرنسا - ) هو لاعب كرة قدم فرنسي في مركز الوسط. شارك مع منتخب فرنسا تحت 16 سنة لكرة القدم ومنتخب فرنسا تحت 17 سنة لكرة القدم. أما مع النوادي، فقد لعب مع جيروندان بوردو.

## وصلات خارجية
- روبين ماولون على موقع رابطة كرة القدم اليابانية للمحترفين (اليابانية)
- روبين ماولون على موقع قاعدة بيانات كرة القدم.إي يو (الإنجليزية)
- روبين ماولون على موقع ليكيب (الفرنسية)
- روبين ماولون على موقع Soccerway.com (الإنجليزية)
- روبين ماولون على موقع عالم كرة القدم.نت (الإنجليزية)
- روبين ماولون على موقع AS.com (الإسبانية)